# Croque-madame
Pour les articles homonymes, voir Croque et Madame (homonymie).
Un croque-madame ou croquemadame est un sandwich chaud traditionnel des cuisine parisienne et cuisine française, variante du croque-monsieur, à base de pain de mie, jambon, fromage, et œuf au plat. 

## Description
Plat typique de la cuisine des brasseries et bistros parisiens,,, le croque-madame est un croque-monsieur surmonté d'un œuf au plat (avec pain de mie, jambon de Paris, fromage, le plus souvent de l'emmental, éventuellement du beurre, de la crème, ou de la moutarde, le tout grillé à la poêle, au four ou dans un appareil spécifique). Il est généralement accompagné de quelques feuilles de salade et éventuellement de frites. 

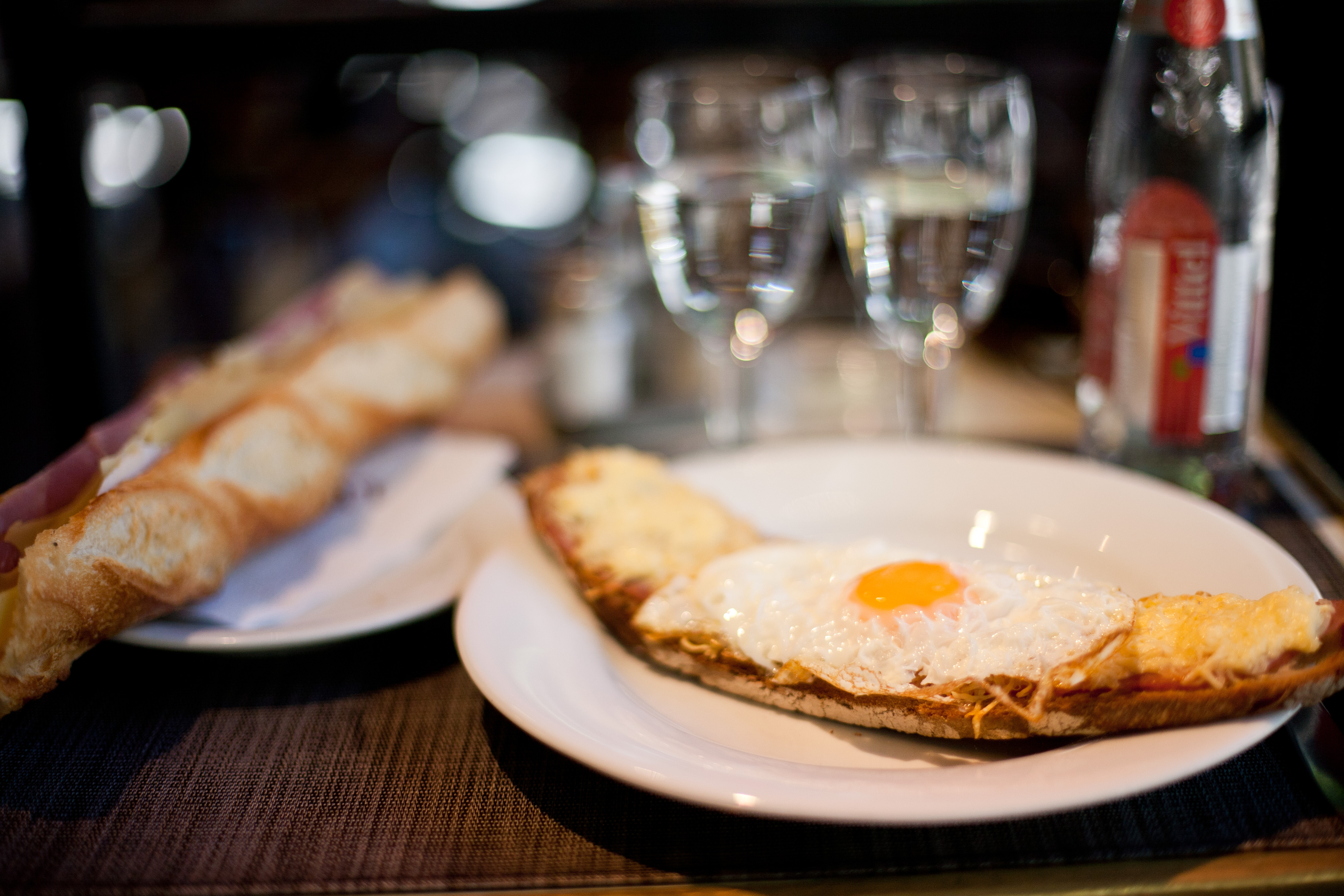
Dans un bistro parisien.
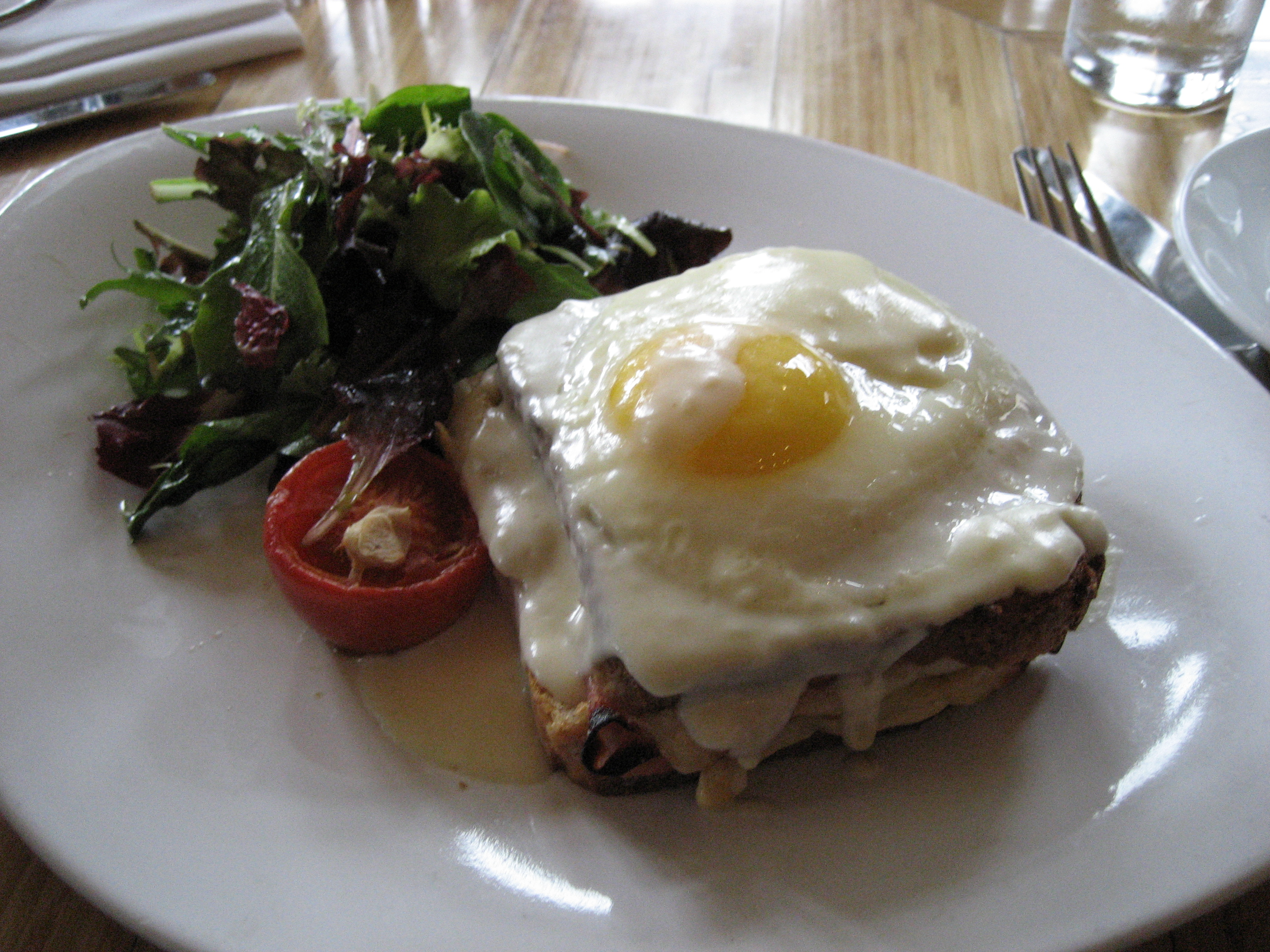
avec tomate et salade.
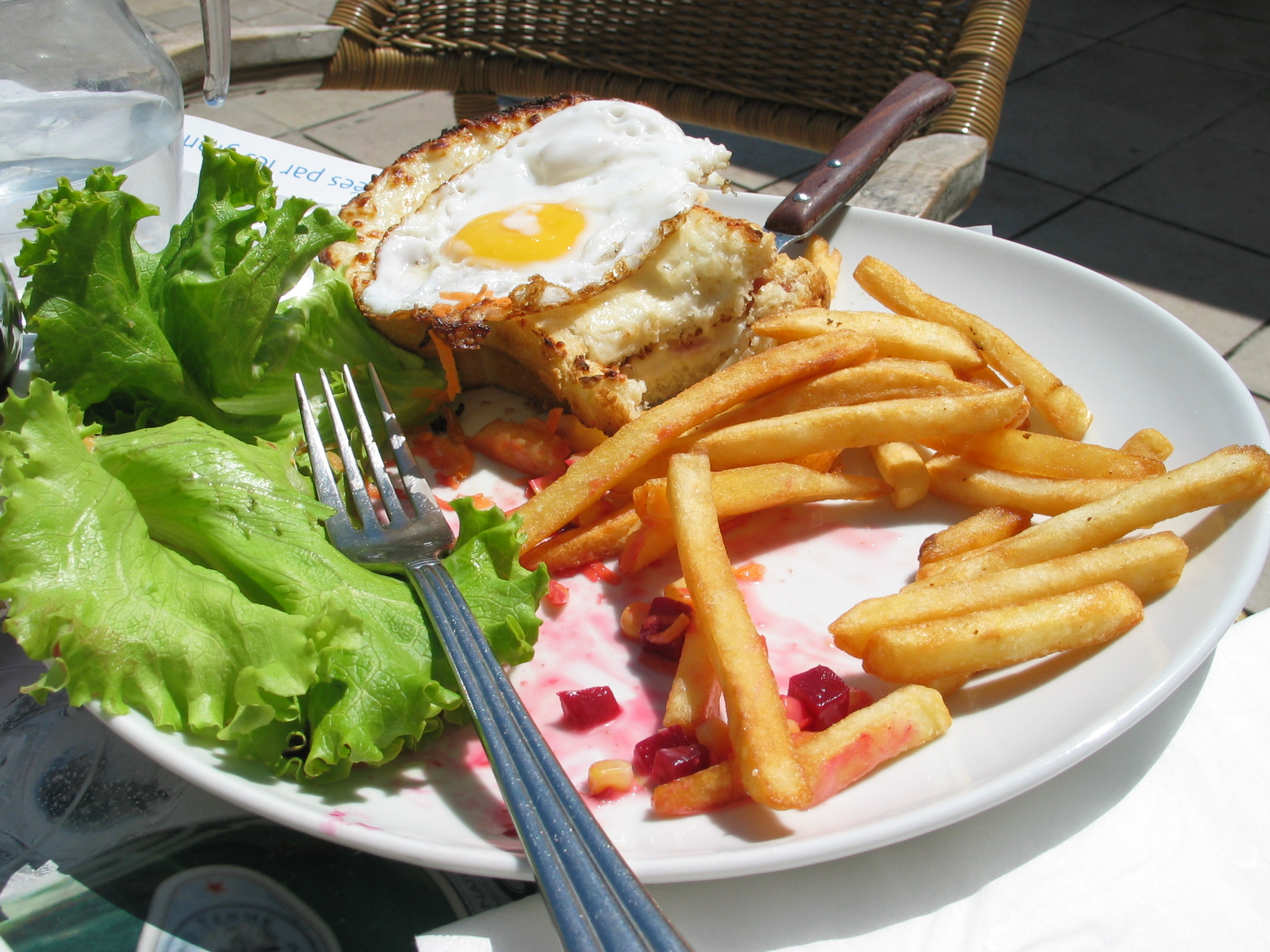
avec frites et crudités.

L'œuf présent sur la tranche de pain supérieure évoquant les chapeaux que les femmes portaient à l'époque, c'est ainsi que cette recette fut baptisée « croque-madame ». Il est parfois surnommé « croque à cheval » en rapport à l'œuf posé à cheval dessus. 

## En musique
- 2015 : Croc Madam, de Thomas Dutronc, avec des paroles de Matthieu Chedid, album Éternels, jusqu'à demain[7].